# Qezel Kand
Qezel Kand (persiska: قزل کند) är en ort i Iran.   Den ligger i provinsen Khorasan, i den nordöstra delen av landet, 700 km öster om huvudstaden Teheran. Qezel Kand ligger 1 172 meter över havet och antalet invånare är 821.
Terrängen runt Qezel Kand är platt åt nordost, men åt sydväst är den kuperad.Runt Qezel Kand är det ganska glesbefolkat, med 36 invånare per kvadratkilometer. Närmaste större samhälle är Sark, 12,6 km sydost om Qezel Kand. Trakten runt Qezel Kand består till största delen av jordbruksmark.